# Barok kozacki

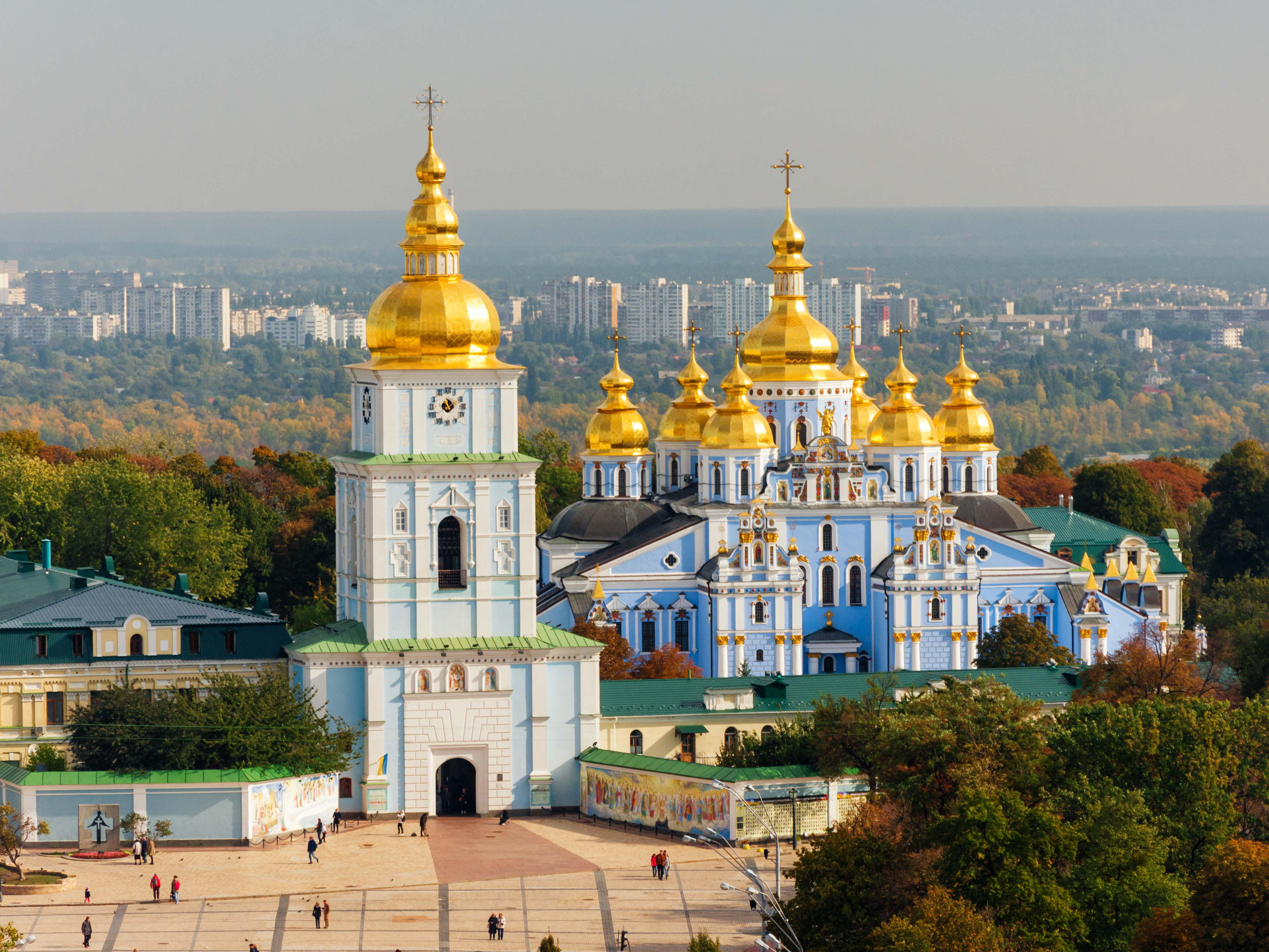
Monaster św. Michała Archanioła o Złotych Kopułach w Kijowie

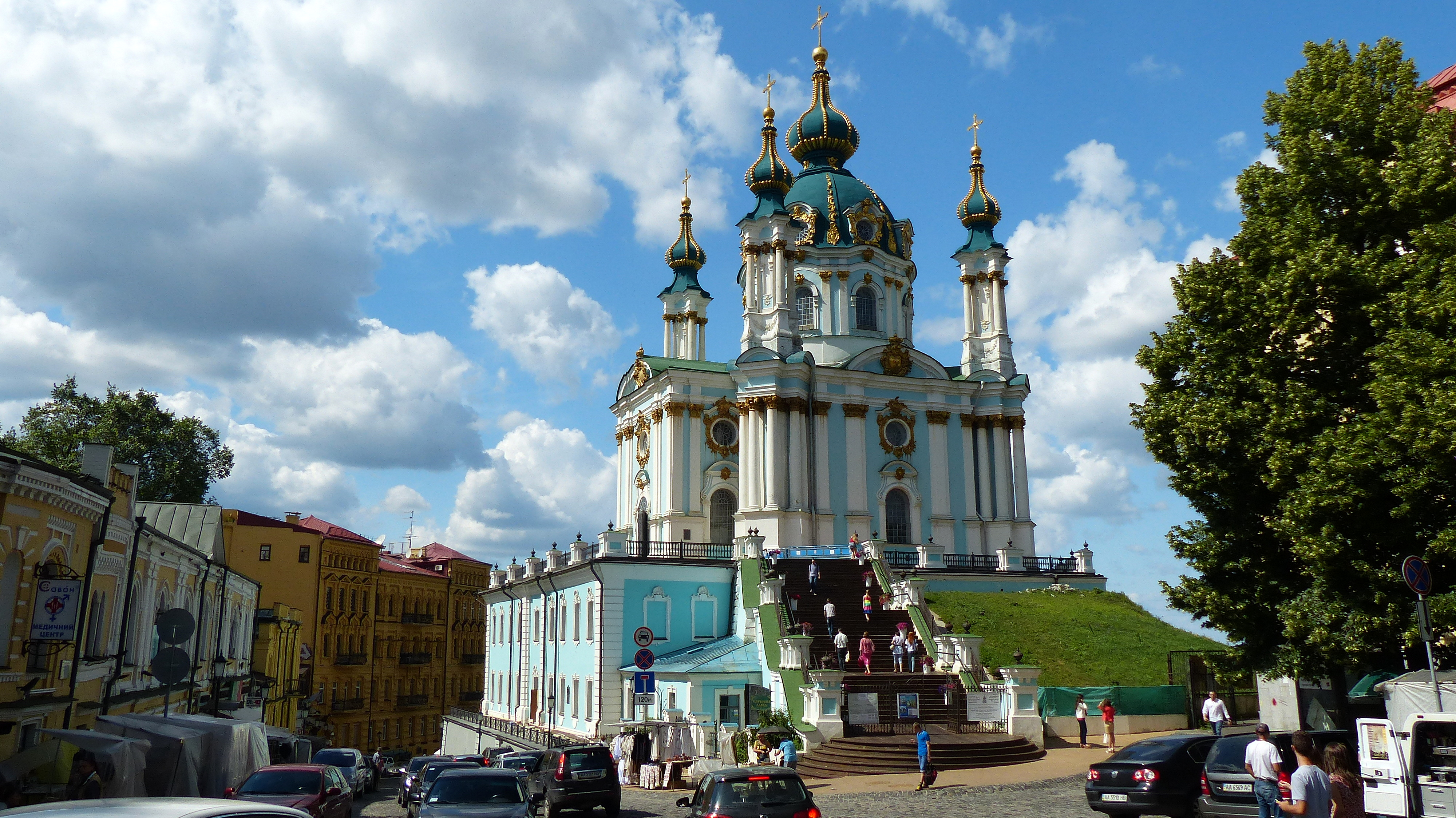
Cerkiew św. Andrzeja w Kijowie

Barok kozacki – specyficzna odmiana baroku, powstała w wyniku ścierania się wpływów wschodnich i zachodnich na przełomie XVII i XVIII wieku na obszarze historycznej Ukrainy.

## Charakterystyka
W przeciwieństwie do barokowej dekoracyjnej sztuki zachodnioeuropejskiej, barok kozacki charakteryzował się stylem bardziej konstruktywistycznym, z wykorzystaniem umiarkowanych i spokojnych form dekoracyjnych.
Styl baroku kozackiego na Ukrainie reprezentują m.in.: 
- Ławra Peczerska w Kijowie, a także tamtejszy barokowy ikonostas;
- cerkiew św. Andrzeja w Kijowie;
- ikonostas z monasteru św. Michała Archanioła o Złotych Kopułach w Kijowie;
- Brama Zaborowskiego na terenie Soboru Mądrości Bożej w Kijowie (1746);
- cerkiew św. Cyryla w Kijowie – po przebudowie[1];
- tzw. Dom Mazepy (jedna z dwóch istniejących do dzisiaj siedzib głównych pułków kozackich) w Czernihowie (XVII wiek);
- prawosławna cerkiew fundacji kozackiego hetmana Daniela Apostoła (1732–1734) w Wielkich Soroczyńcach;
- barokowy kościół św. Mikołaja w miejscowości Putywl (1735–1737);
- fontanna Samsona w Kijowie.

Barok kozacki rozprzestrzeniał się także na inne regiony Rzeczypospolitej. Jego widoczne ślady zachowały się także m.in. na:
- Wołyniu: w cerkwi imienia prawosławnego senatora I Rzeczypospolitej Adama Kisiela w Niskieniczach koło Włodzimierza,
- zachodnim Podolu: pałace w Zbarażu i Brzeżanach,

Z elementów zdobniczych wyposażenia wnętrza:
- ikonostas bohorodczański (początkowo znajdował się w monasterze Podwyższenia Krzyża Pańskiego w Maniawie, następnie w cerkwi w Bohorodczanach, a obecnie w Muzeum Historycznym we Lwowie)

## Literatura
- Енциклопедія українознавства, Lwów 1993, t. 1, s. 71-72.